# 黔丹梧柳駅
黔丹梧柳駅（コムダンオリュえき）は、大韓民国仁川広域市西区黔丹洞にある仁川交通公社（仁川都市鉄道）2号線の駅である。駅番号はI201。仁川2号線の起点駅である。

## 駅構造
- 相対式ホーム2面2線を有する地上駅。

### のりば
| 上 | ●2号線 | 当駅止まり                 |
| 下 | ●2号線 | 旺吉・黔岩・石南・朱安方面 |

## 歴史
- 2016年7月30日：開業。

## 隣の駅
仁川交通公社（仁川都市鉄道）
●2号線
黔丹梧柳駅 (I201) - 旺吉駅 (I202)